# NGC 7144
NGC 7144 ist eine elliptische Galaxie vom Hubble-Typ E0 im Sternbild Kranich am Südsternhimmel. Sie ist schätzungsweise 85 Millionen Lichtjahre von der Milchstraße entfernt und hat einen Durchmesser von etwa 95.000 Lj.
Im selben Himmelsareal befindet sich u. a. die Galaxie NGC 7145.
Das Objekt wurde am 30. September 1834 von John Herschel entdeckt.

## NGC 7144-Gruppe (LGG 448)
| Galaxie   | Alternativname | Entfernung/Mio. Lj |
| --------- | -------------- | ------------------ |
| NGC 7145  | PGC 67583      | 87                 |
| NGC 7144  | PGC 67557      | 85                 |
| NGC 7151  | PGC 67634      | 82                 |
| NGC 7155  | PGC 67663      | 87                 |
| PGC 67220 | ESO 236-35     | 87                 |